# Izaskun Lacunza Aguirrebengoa
Izaskun Lacunza Aguirrebengoa (Pamplona, segle XX) és una científica navarresa, directora de la FECYT des d'abril de 2024.

## Trajectòria
Es va llicenciar en Ciència i Tecnologia dels Aliments i posteriorment va continuar els seus estudisi doctorant-se en Ciències Químiques per la Universitat Autònoma de Madrid i estudiant un Programa Executiu en Governança al Sector Públic d'ESADE.
Va començar a treballar a la FECYT el 2009, on al llarg dels anys s'ha especialitzat en gestió de projectes d'assessorament científic, mobilitat i captació de talent científic, així com en ciència oberta, i promoció de l'igualtat de gènere a la recerca. Entre altres, ha gestionat i/o dirigit projectes com la iniciativa EURAXESS per atraure talent, així com els programes REBECA I FELISE, per promoure la carrera científica amb visió de gènere. També ha dirigit el departament de Ciència per a les Polítiques Públiques.
Entre 2012 i 2014 fou directora executiva de LIBER, la Xarxa de Biblioteques Europees de Recerca, i durant uns anys també fou coordinadora de l'Oficina de Ciència i Tecnologia del Congrés dels Diputats.
L'abril de 2024 fou nomenada nova directora general de la Fundació FECYT, dependent del Ministeri de Ciència, Innovació i Universitats.